# Ciorlano
Ciorlano ist eine italienische Gemeinde (comune) mit 363 Einwohnern (Stand 31. Dezember 2023) in der Provinz Caserta in Kampanien. Sie ist Bestandteil der Comunità Montana del Matese. Die Gemeinde liegt etwa 44,5 Kilometer nordnordwestlich von Caserta und grenzt unmittelbar an die Provinz Isernia (Molise). Im Nordwesten und Westen begrenzt der Volturno die Gemeinde.